# Jamides
Genre
Jamides est un genre de lépidoptères de la famille des Lycaenidae et de la sous-famille des Polyommatinae. Ses espèces sont originaires des écozones indomalaise et australasienne.

## Noms vernaculaires
En anglais, les espèces de ce genre sont appelées ceruleans.

## Systématique
Le genre Jamides a été décrit par l'entomologiste allemand Jakob Hübner en 1819. Son espèce type est Papilio bochus Stoll, [1782].
Il est actuellement classé dans la famille des Lycaenidae, la sous-famille des Polyommatinae et la tribu des Polyommatini. 
Un nombre important de espèces de Jamides actuelles ont été classées par le passé dans le genre Lampides, lequel est désormais réduit à une seule espèce.

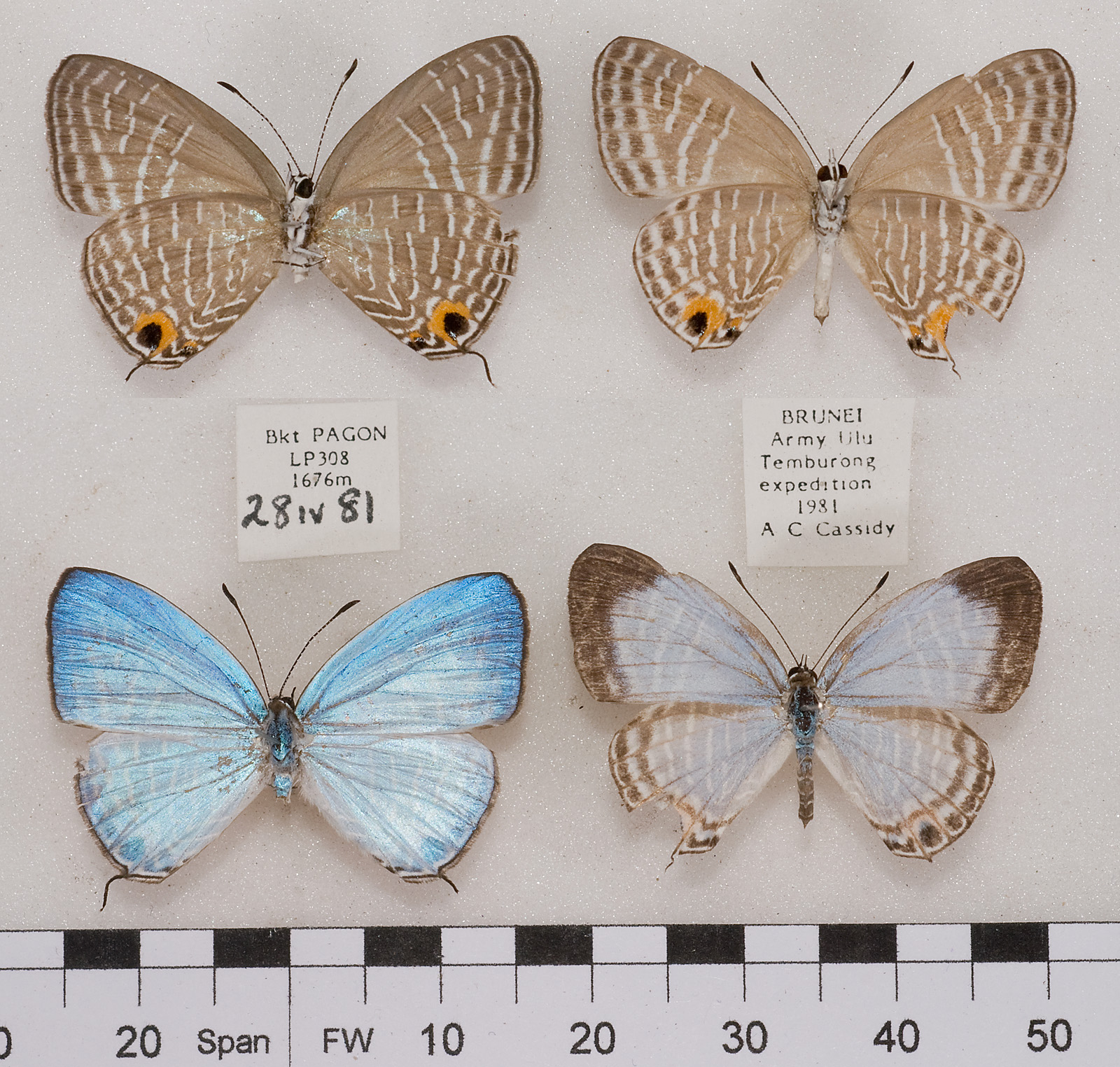
Jamides virgulatus.

## Liste des espèces
D'après FUNET Tree of Life (11 avril 2019) :
- Jamides abdul (Distant, 1886)
- Jamides aetherialis (Butler, 1884)
- Jamides alecto (Felder, 1860), Azuré de la cardamome
- Jamides aleuas (C. & R. Felder, [1865])
- Jamides allectus (Grose-Smith, 1894)
- Jamides alsietus (Fruhstorfer, 1916)
- Jamides amarauge Druce, 1891
- Jamides anops (Doherty, 1891)
- Jamides aratus (Stoll, [1781])
- Jamides areas (Druce, 1891)
- Jamides aritai Hayashi, [1977]
- Jamides aruensis (Pagenstecher, 1884)
- Jamides biru (Ribbe, 1926)
- Jamides bochus (Stoll, [1782])
- Jamides butleri (Rothschild, 1915)
- Jamides caerulea (Druce, 1873)
- Jamides callistus (Röber, 1886)
- Jamides candrena (Herrich-Schäffer, 1869)
- Jamides carissima (Butler, [1876])
- Jamides celebica (Eliot, 1969)
- Jamides celeno (Cramer, [1775])
- Jamides cephion Druce, 1891
- Jamides cleodus (C. & R. Felder, [1865])
- Jamides coritus (Guérin-Méneville, 1829)
- Jamides coruscans (Moore, 1877)
- Jamides cunilda (Snellen, 1896)
- Jamides cyta (Boisduval, 1832)
- Jamides elioti Hirowatari & Cassidy, 1994
- Jamides elpis (Godart, [1824])
- Jamides epilectus (Grose-Smith, 1897)
- Jamides euchylas (Hübner, [1819])
- Jamides ferrari Evans, 1932
- Jamides festivus (Röber, 1886)
- Jamides fractilinea Tite, 1960
- Jamides goodenovii (Butler, 1876)
- Jamides halus Takanami, 1994
- Jamides kankena (Felder, 1862)
- Jamides lacteata (de Nicéville, 1895)
- Jamides limes (Druce, 1895)
- Jamides lucide de Nicéville, 1894
- Jamides lugine (Druce, 1895)
- Jamides malaccanus (Röber, 1886)
- Jamides nemea (Felder, 1860)
- Jamides nemophila (Butler, 1876)
- Jamides nitens (Joicey & Talbot, 1916)
- Jamides parasaturatus (Fruhstorfer, 1916)
- Jamides petunia Druce, 1887
- Jamides phaseli (Mathew, 1889)
- Jamides philatus (Snellen, 1878)
- Jamides pseudosias (Rothschild, 1915)
- Jamides pulcherrima Butler, 1884
- Jamides puloensis Tite, 1960
- Jamides pura (Moore, 1886)
- Jamides purpurata Grose-Smith, 1894
- Jamides reverdini (Fruhstorfer, 1915)
- Jamides sabatus (Fruhstorfer, 1916)
- Jamides schatzi (Röber, 1886)
- Jamides seminiger Grose-Smith, 1895
- Jamides snelleni (Röber, 1886)
- Jamides soemias Druce, 1891
- Jamides suidas (C. & R. Felder, [1865])
- Jamides talinga (Kheil, 1884)
- Jamides titei Tennent & Rawlins, 2012
- Jamides tsukadai Takanami, 1994
- Jamides uniformis Rothschild, 1915
- Jamides vasilia Müller, 2016
- Jamides virgulatus (Druce, 1895)
- Jamides walkeri Druce, 1892
- Jamides yehi Eliot, 1995
- Jamides zebra (Druce, 1895)